# NGC 5636
NGC 5636 é uma galáxia espiral barrada (SB0-a) localizada na direcção da constelação de Virgo. Possui uma declinação de +03° 16' 00" e uma ascensão recta de 14 horas, 29 minutos e 39,1 segundos.
A galáxia NGC 5636 foi descoberta em 30 de Abril de 1786 por William Herschel.